# Nykøbing Sjælland Station
Nykøbing Sjælland Station er en jernbanestation i Nykøbing Sjælland.
Stationen er endestation for Odsherredsbanen, der blev anlagt i 1899. Jernbaneselskabet Lokaltog betjener stationen med to afgange i timen i dagtimerne på hverdage, og ellers med timedrift.